# Dionisio Mejía
Dionisio Mejía Vieyra (6 tháng 1 năm 1907 – 17 tháng 7 năm 1963) là một cựu cầu thủ bóng đá người México. Ông là một trong những cầu thủ tham dự Giải vô địch bóng đá thế giới 1930 của đội tuyển México.

## Sự nghiệp quốc tế
Mejía đã thi đấu 4 trận đấu cho México và ghi được 7 bàn thắng.

### Bàn thắng quốc tế
Tất cả bàn thắng cho México.
| Số | Ngày                | Địa điểm                                | Đối thủ | Tỉ số | Kết quả | Giải đấu                                     |
| -- | ------------------- | --------------------------------------- | ------- | ----- | ------- | -------------------------------------------- |
| 1. | 4 tháng 3 năm 1934  | Parque Necaxa, Thành phố México, México | Cuba    | 1–0   | 3–2     | Vòng loại Giải vô địch bóng đá thế giới 1934 |
| 2. | 4 tháng 3 năm 1934  | Parque Necaxa, Thành phố México, México | Cuba    | 2–0   | 3–2     | Vòng loại Giải vô địch bóng đá thế giới 1934 |
| 3. | 4 tháng 3 năm 1934  | Parque Necaxa, Thành phố México, México | Cuba    | 3–0   | 3–2     | Vòng loại Giải vô địch bóng đá thế giới 1934 |
| 4. | 11 tháng 3 năm 1934 | Parque Necaxa, Thành phố México, México | Cuba    | 2–0   | 5–0     | Vòng loại Giải vô địch bóng đá thế giới 1934 |
| 5. | 11 tháng 3 năm 1934 | Parque Necaxa, Thành phố México, México | Cuba    | 3–0   | 5–0     | Vòng loại Giải vô địch bóng đá thế giới 1934 |
| 6. | 11 tháng 3 năm 1934 | Parque Necaxa, Thành phố México, México | Cuba    | 5–0   | 5–0     | Vòng loại Giải vô địch bóng đá thế giới 1934 |
| 7. | 24 tháng 5 năm 1934 | Sân vận động quốc gia PNF, Rome, Ý      | Hoa Kỳ  | 2–3   | 2–4     | Vòng loại Giải vô địch bóng đá thế giới 1934 |